# 嘉善路
嘉善路是中華人民共和國上海市徐匯區一條南北走向的瀝青道路，道路北起復興中路，與永康路、永嘉路、建國西路相交，南至肇嘉浜路。道路全長790米，寬14.5米至16.7米，車行道寬9米至9.5米。道路始建於1913年，當時道路名為甘世東路，路名來自於甘世東。1915年建成。1942年9月1日，日軍在甘世東路進行演習。1943年更名嘉善路，路名來自於浙江嘉善。中國抗日戰爭結束後嘉善路路面受損嚴重。